# Roepovo Poperinge
Roepovo Poperinge is een Belgische volleybalclub voor heren uit Poperinge. De club draagt stamnummer 383. De naam stamt uit 1982, toen Povo (Poperingse volleybalclub) uit Poperinge en Roevo (Roesbrugse volleybalclub) uit Roesbrugge samensmolten. De kleuren zijn groen en wit.

## Geschiedenis
In 1960 richtte E.H. Kamiel Missiaen een nieuwe volleybalclub op in het Sint-Stanislascollege (nu Sint-Janscollege). Het team heette Ad Majora, wat "hogerop" betekent. Later werd de naam veranderd naar Povo. Er waren voldoende leerlingen zodat er met meerdere teams werd aangetreden.
De ploeg ging in Derde Provinciale van start. Reeds in 1963 en 1965 kon men promoveren. In 1967 werd voor de eerste maal kampioen gespeeld, en dit in Eerste Provinciale. Poperinge mocht dus naar Derde Nationale. De thuiswedstrijden werden toen nog in weer en wind gespeeld op de speelplaats van het college. Daarna werd een andere locatie gezocht en dat vond men in de feestzaal van het domein van De Lovie.
Een tweede hoogtepunt beleefde men in 1972; na een jaar vice-kampioen te zijn geworden, behaalden ze de kampioenstitel in Derde Nationale, men een promotie naar de Tweede Nationale Afdeling als resultaat. Het volgende jaar kon men een derde plaats bemachtigen, net geen promotie naar de beste klasse in België. Verscheidene spelers verlieten de ploeg waardoor Povo na 1976 een vrije val maakte. Zowel in 1977, 1978 als 1979 degradeerde men, zodat de ploeg eindigde in Eerste Provinciale.
In 1982 fusioneerde men uiteindelijk met Roesbrugge, dat ook in de provinciale afdelingen speelden, en heette voortaan Roepovo. Meerdere keren promoveerde de ploeg naar vierde landelijke (later tweede divisie) maar degradeerde opnieuw.
In 2000, toen men alweer drie jaar in Eerste Provinciale speelde, pakte men weer een titel. Zowel de eerste als tweede ploeg promoveerden. Ook de provinciale beker werd gewonnen. Men promoveerde naar wat ondertussen Tweede Divisie heette.
Sedertdien bengelde Roepovo wat achteraan in Tweede Divisie. Het seizoen 2007/08 werd een sportieve stap terug gezet door een gebrek aan spelers. De eerste ploeg zakte naar Tweede en de tweede ploeg naar Derde Provinciale. Roepovo pakte de beker dat jaar en promoveerde naar 1ste provinciale.
2009 was het nog sub-top, maar voor 2010-2011 werd de lat bewust hoger gelegd. Op 2 april 2011 kroonde Poperinge zich op het veld van Kuurne tot Provinciaal Kampioen na 0-3 winst. 
Op 25 april zette men dan de kroon op het werk door VKT Torhout met 3-1 te verslaan in de bekerfinale.
Roepovo treedt voor het seizoen 2021-2022 terug aan in 3e Nationale.